# Kolleg für Forst- und Umweltingenieurwesen Kaunas

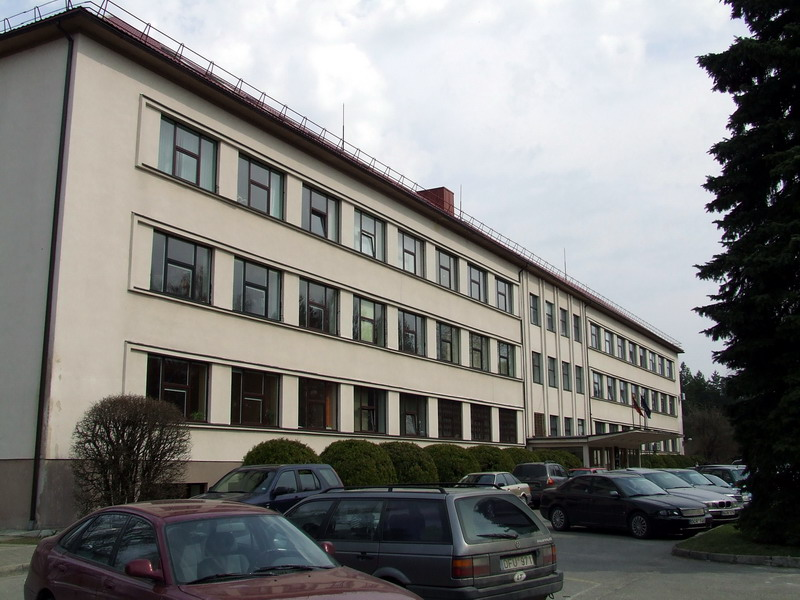
Kollegium

Das Kolleg für Forst- und Umweltingenieurwesen Kaunas (lit. Kauno miškų ir aplinkos inžinerijos kolegija) war eine staatliche Fachhochschule in Girionys bei Kaunas und die einzige nicht universitäre Schule für Forstwirtschaft und Forstwissenschaft in Litauen. Das Kolleg bereitete die Forsttechniker und Umweltspezialisten auf ihre berufliche Tätigkeit vor.

## Geschichte
1927 wurde die Höhere Forstschule (Aukštesnioji miškų mokykla) auf Initiative des Professors Antanas Rukuiža in Alytus, in der südlitauischen Region Dzūkija gegründet. 1938 wurde sie zur Sekundarschule. Ab 1939 hatte sie ihren Sitz in der litauischen Hauptstadt Vilnius. 1945 wurde sie zum Forsttechnikum Vilnius reorganisiert.
Ab 1963 befindet sich die Forstschule in Girionys der Rajongemeinde Kaunas. Ab 1963 hieß sie Waldtechnikum Kaunas, Kauno miškų technikumas. 1967 bekam das Technikum den Namen von  Antanas Kvedaras. 1991 wurde es zur Höheren Forstschule Kaunas und 2002 zum Kolleg. 2011 studierten 1.200 Studenten. Am 8. Juli 2024 wurde das Kolleg als eine juristische Person nach einer Reorganisation aufgelöst und zwei neue Fakultäten (eine für Umweltingenieurwesen und eine andere für Forstwissenschaft und Landschaftswesen) am Ingenieurkolleg Litauens errichtet. Beide haben ihren Sitz weiter unter Liepų g. 1 in Girionys.

## Studiengänge
Forstwirtschaft; Rekreation; Hydrotechnik; Landkunde; Grünanlagen-Design; Kataster-Messungen und Immobilienbewertung.

## Fakultäten
- Forstwirtschaft und Landschaftswesen
- Umweltingenieurwesen

## Direktoren
- 1944–1950: Mikalojus Lukinas (1906–1987)
- 1963–1988: Bronius Paulauskas
- Albinas Tebėra

## Absolventen
- Kęstutis Bacvinka (*  1967), Förster und Politiker, Mitglied des Seimas
- Česlovas Jokūbauskas (1955–2013), Richter
- Vytautas Masiokas (* 1955), Richter
- Romas Pakalnis (1941–2020), Ökologe und Professor
- Aristidas Pėstininkas (* 1943), Richter
- Inga Ruginienė (* 1981), Gewerkschafterin und Politikerin,  Mitglied im Seimas
- Rimantas Šalkauskas (* 1947), Forstingenieur und Politiker, Vizeminister
- Birutė Valionytė (*  1956), Politikerin, Deputatin des Obersten Sowjets (Seimas)

## Ehrenmitglieder
- Torbjörn Pettersson, schwedischer Förster
- Romualdas Pusvaškis (* 1956), litauischer Bildungsbeamter
- Albertas Vasiliauskas (1935–2024), litauischer Forstwissenschaftler, Phytopathologe und Politiker